# Département de San Javier (Misiones)
Pour les articles homonymes, voir San Javier.
Le département de San Javier est une des 17 subdivisions de la province de Misiones, en Argentine. Son chef-lieu est la ville de San Javier.
Le département a une superficie de 640 km2. Sa population s'élevait à 19 187 habitants au recensement de 2001 (INDEC).